# 張家界市
張家界市（ちょうかかい-し）は中華人民共和国湖南省に位置する地級市。

## 地理

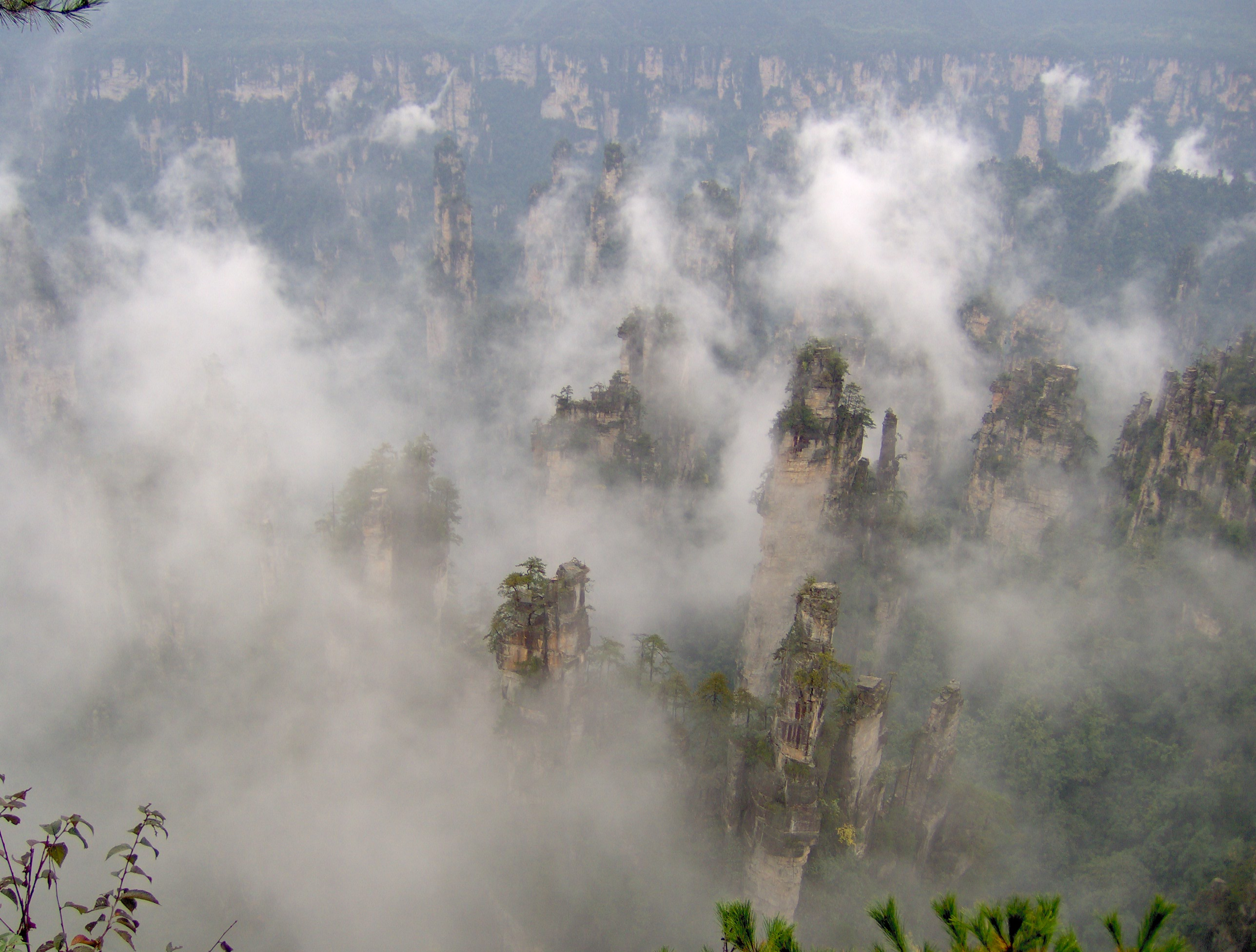
張家界国家森林公園

湖南省の北西部に位置する。常徳市、懐化市、湘西トゥチャ族ミャオ族自治州、湖北省と接する。洞庭湖へ向かう澧水が流れる。
武陵山脈にある張家界は険しい峰が連なるカルスト地形の奇観で知られ、1982年9月に張家界国家森林公園に指定された。1992年には張家界国家森林公園、索渓峪風景区、天子山風景区の三つの風景区で構成される「武陵源自然風景区」が世界遺産となっている。

## 歴史
- 1985年5月　大庸県を廃止し、大庸市（県級市）を設立。
- 1988年5月　地級市に昇格。
- 1994年4月4日　「大庸市」より改名。新しい地名は市域内の著名な観光地である張家界よりとられた。

## 行政区画
2市轄区・2県を管轄下に置く。
- 市轄区：
  - 永定区・武陵源区
- 県：
  - 慈利県・桑植県

| 張家界市の地図                |
| ----------------------------- |
| 永定区 武陵源区 慈利県 桑植県 |

### 年表
この節の出典

#### 大庸市
- 1988年5月18日 - 湖南省湘西トゥチャ族ミャオ族自治州大庸市が地級市の大庸市に昇格。永定区・武陵源区を設置。(2区2県)
  - 常徳市慈利県、湘西トゥチャ族ミャオ族自治州桑植県を編入。
- 1994年4月4日 - 大庸市が張家界市に改称。

#### 張家界市
- 2005年8月2日 - 慈利県の一部が常徳市石門県に編入。(2区2県)

## 交通
空港
- 張家界荷花国際空港

鉄道(在来線)
- 焦柳線（河南省焦作市 - 広西チワン族自治区柳州市）- 張家界駅（中国語版）

鉄道(高速鉄道)
- 張吉懐旅客専用線（中国語版） - 張家界西駅（中国語版）

- 渝廈旅客専用線（中国語版） - 張家界西駅

## 観光
- 武陵源
- 天門山

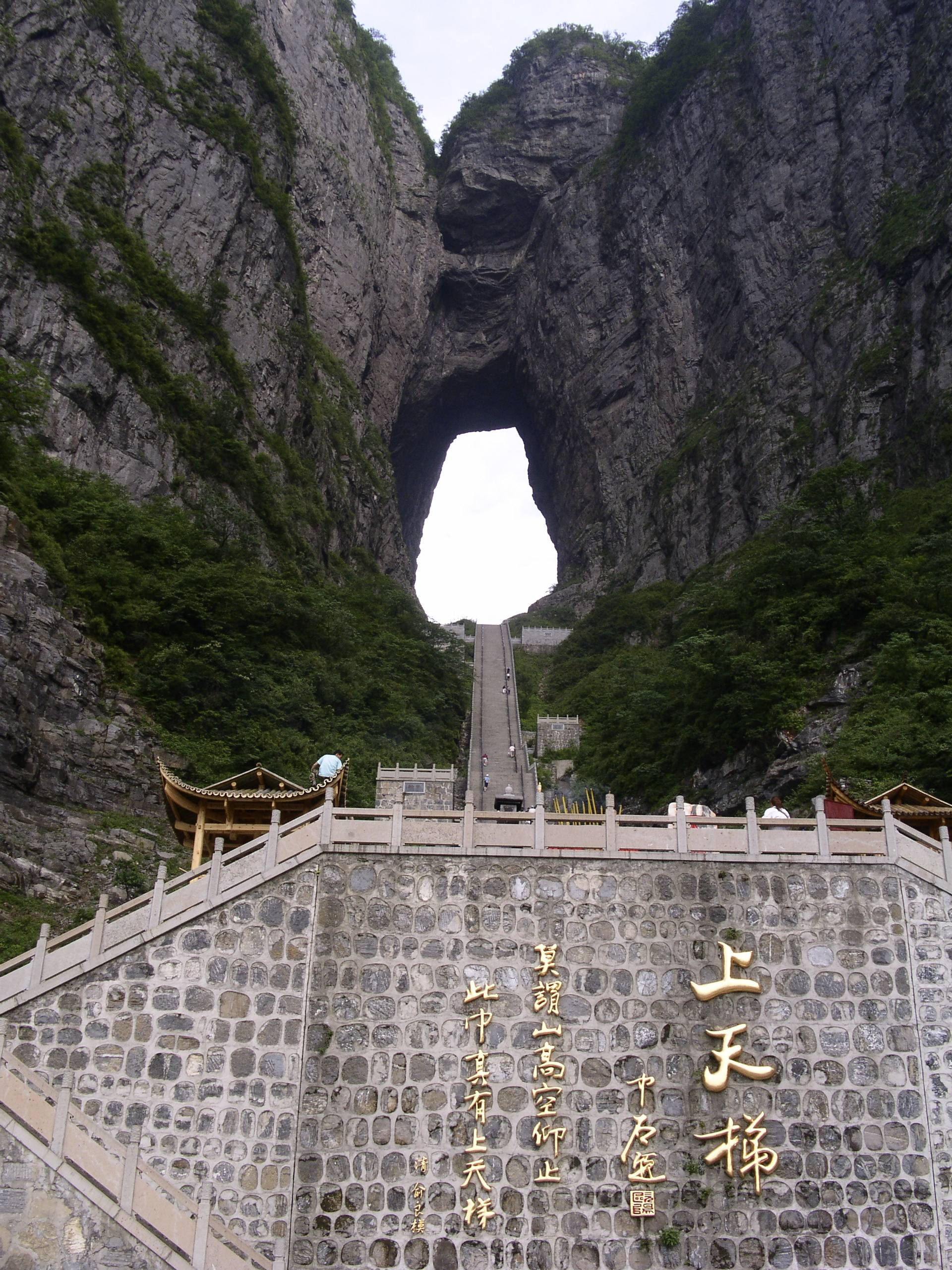
天門山山頂。上天梯

張家界駅近くのロータリーからゴンドラで直接行くことができる風景区。

## 姉妹都市
- 河東郡、大韓民国 2006年
- サンタフェ、アメリカ合衆国 2009年
- 鳴門市、日本 2011年